# Weather Diaries
Weather Diaries è il quinto album in studio del gruppo rock inglese Ride, pubblicato il 16 giugno 2017 in download digitale e nei formati CD e LP. 
Il disco è il primo registrato dal gruppo dopo la reunion avvenuta nel 2014, a distanza di ventuno anni dal precedente.

## Tracce
1. Lannoy Point – 5:57
2. Charm Assault – 4:12
3. All I Want – 3:57
4. Home Is a Feeling – 3:19
5. Weather Diaries – 6:59
6. Rocket Silver Symphony – 5:24
7. Lateral Alice – 2:55
8. Cali – 6:29
9. Integration Tape – 2:26
10. Impermanence – 4:23
11. White Sands – 6:08

Traccia bonus dell'edizione giapponese
1. Home Is a Feeling (A Creamy Crambled Suite for a Ride) – 25:44

## Formazione
- Mark Gardener – voce, chitarra
- Andy Bell – voce, chitarra
- Steve Queralt – basso
- Laurence "Loz" Colbert – batteria, percussioni